# Jednostka regionalna Ateny-Sektor Zachodni
Jednostka regionalna Ateny-Sektor Zachodni (gr. Περιφερειακή ενότητα Δυτικού Τομέα Αθηνών) – jednostka administracyjna Grecji w regionie Attyka. Powołana do życia 1 stycznia 2011, liczy 475 tys. mieszkańców (2021).
W skład jednostki wchodzą gminy:
- Aji Anarjiri-Kamatero (5),
- Ajia Warwara (2),
- Chaidari (34),
- Egaleo (6),
- Ilio (18),
- Peristeri (30),
- Petrupoli (31).